# Quân đoàn Quân đội nhân dân Việt Nam
Quân đoàn trong Quân đội nhân dân Việt Nam là một đơn vị có quy mô lớn trong Quân đội nhân dân Việt Nam trên cấp Sư đoàn, bao gồm các quân binh chủng hợp thành (Bộ binh, Pháo binh, Công binh, Tăng-Thiết giáp, Đặc công, Hóa học, Thông tin Liên lạc) và các ngành đặc biệt như (Xe-máy, Quân khí,...)

## Lịch sử
Từ những năm 1972 đến năm 1974, Bộ Chính trị lần lượt đồng ý thành lập các Quân đoàn chủ lực của Quân đội nhân dân Việt Nam bao gồm 4 quân đoàn: 1, 2, 3, 4. Đóng quân tại các địa bàn khác nhau như Bắc Giang, Ninh Bình, Tây Nguyên, Bình Dương.
- Quân đoàn 1 thành lập ngày 24 tháng 10 năm 1973;
- Quân đoàn 2 thành lập ngày 17 tháng 5 năm 1974;
- Quân đoàn 4 thành lập ngày 20 tháng 7 năm 1974;
- Quân đoàn 3 thành lập ngày 26 tháng 3 năm 1975.

Ngày 2 tháng 12 năm 2023, Quân đoàn 1 và Quân đoàn 2 nhập lại thành  Quân đoàn 12
Ngày 15 tháng 12 năm 2024, Quân đoàn 3 và Quân đoàn 4 nhập lại thành Quân đoàn 34.

## Nhiệm vụ
Nhiệm vụ chung của các Quân đoàn chủ lực của Quân đội nhân dân Việt Nam là tham mưu giúp Đảng ủy, Chỉ huy Bộ Quốc phòng về công tác quân sự, tác chiến, cơ động, chiến lược trên các địa bàn đặc trách được giao.

## Lãnh đạo chung
- Tư lệnh: 01 người, Thiếu tướng (nhóm 4) thường là Phó Bí thư Đảng ủy Quân đoàn
- Chính ủy: 01 người, Thiếu tướng (nhóm 4) thường là Bí thư Đảng ủy Quân đoàn
- Phó Tư lệnh kiêm Tham mưu trưởng: 01 người, Đại tá (nhóm 5), là Ủy viên Thường vụ Đảng ủy Quân đoàn
- Phó Tư lệnh: 03 người, Đại tá (nhóm 5), thường là các Ủy viên Thường vụ Đảng ủy Quân đoàn
- Phó Chính ủy: 01 người, Đại tá (nhóm 5), thường là Ủy viên Đảng ủy Quân đoàn

## Tổ chức chung

### Cơ quan trực thuộc
- Văn phòng (nhóm 7)
- Thanh tra (nhóm 7)
- Phòng Tài chính (nhóm 7)
- Phòng Khoa học Quân sự (nhóm 7)
- Phòng Thông tin Khoa học Quân sự (nhóm 7)
- Phòng Điều tra hình sự (nhóm 7)
- Phòng Kinh tế (nhóm 7)
- Bộ Tham mưu

1. Tham mưu trưởng: 01 người, Đại tá (nhóm 5)
2. Phó Tham mưu trưởng: 03 người, Đại tá (nhóm 6)
3. Phòng Kế hoạch-Tổng hợp (nhóm 7)
4. Phòng Chính trị (nhóm 7)
5. Phòng Vật tư (nhóm 7)
6. Phòng Tác chiến (nhóm 7)
7. Phòng Quân lực (nhóm 7)
8. Phòng Quân huấn (nhóm 7)
9. Phòng Bản đồ (nhóm 7)
10. Phòng Kỹ thuật (nhóm 7)
11. Phòng Tiêu chuẩn-Đo lường-Chất lượng (nhóm 7)
12. Phòng Thông tin (nhóm 7)
13. Phòng Công binh (nhóm 7)
14. Phòng Quân báo (nhóm 7)
15. Phòng Cơ yếu (nhóm 7)
16. Phòng Cứu hộ (nhóm 7)
17. Ban Tài chính
18. Ban Hành chính
19. Ban Công nghệ thông tin
20. Tiểu đoàn Trinh sát
21. Tiểu đoàn Thông tin
22. Tiểu đoàn Hóa học
23. Tiểu đoàn Vệ binh

- Cục Chính trị

1. Cục trưởng: 01 người, Đại tá (nhóm 5)
2. Phó Cục trưởng: 02 người, Đại tá (nhóm 6)
3. Phòng Tuyên huấn (nhóm 7)
4. Phòng Cán bộ (nhóm 7)
5. Phòng Tổ chức (nhóm 7)
6. Phòng Dân vận (nhóm 7)
7. Phòng Bảo vệ An ninh (nhóm 7)
8. Phòng Chính sách (nhóm 7)
9. Ủy ban kiểm tra Đảng ủy (nhóm 7)
10. Ban Kế hoạch - Tổng hợp
11. Ban Phụ nữ
12. Ban Công đoàn
13. Ban Tài chính
14. Bảo tàng Quân đoàn
15. Xưởng In

- Cục Hậu cần

1. Cục trưởng: 01 người, Đại tá (nhóm 6)
2. Chính ủy: 01 người, Đại tá (nhóm 6)
3. Phó Cục trưởng: 01 người, Đại tá (nhóm 7)
4. Phòng Quân nhu (nhóm 7)
5. Phòng Doanh trại (nhóm 7)
6. Phòng Xăng dầu (nhóm 7)
7. Phòng Vận tải (nhóm 7)
8. Phòng Quân y (nhóm 7)
9. Ban Kế hoạch-Tổng hợp
10. Ban Tài chính
11. Bệnh viện Quân y
12. Tiểu đoàn vận tải
13. Kho Hậu cần

- Cục Kỹ thuật

1. Cục trưởng: 01 người, Đại tá (nhóm 6)
2. Chính ủy: 01 người, Đại tá (nhóm 6)
3. Phó Cục trưởng: 02 người, Đại tá (nhóm 7)
4. Phòng Xe-Máy (nhóm 7)
5. Phòng Quân khí (nhóm 7)
6. Phòng Kỹ thuật (nhóm 7)
7. Ban Kế hoạch-Tổng hợp (nhóm 7)
8. Ban Tài chính
9. Ban Hậu cần
10. Ban Chính trị
11. Tiểu đoàn Sửa chữa Tổng hợp
12. Tiểu đoàn Kho

Tại Quân đoàn 12 được thành lập năm 2023, Cục Hầu cần và Cục Kỹ thuật được sáp nhập thành Cục Hậu cần - Kỹ thuật.

### Đơn vị cơ sở trực thuộc
- Sư đoàn bộ binh: 4 Sư đoàn, trước đây có lúc lên tới 5 sư đoàn
- Lữ đoàn Pháo binh: 1 đến 2 lữ đoàn
- Lữ đoàn Phòng không: 1 đến 2 lữ đoàn
- Lữ đoàn Tăng-Thiết giáp
- Lữ đoàn Công binh
- Tiểu đoàn cảnh vệ
- Tiểu đoàn trinh sát đặc nhiệm
- Tiểu đoàn đặc công
- Tiểu đoàn hóa học
- Tiểu đoàn thông tin
- Trường Trung cấp Nghề
- Trường Quân sự Quân đoàn

### Danh sách chung
- Quân đoàn
- Sư đoàn Quân đội nhân dân Việt Nam
- Lữ đoàn Quân đội nhân dân Việt Nam
- Trung đoàn Quân đội nhân dân Việt Nam
- Tiểu đoàn Quân đội nhân dân Việt Nam

### Danh sách riêng
- Quân đoàn 12
- Quân đoàn 34